# Katrin Holtwick
Katrin Holtwick (Bocholt, 10 de abril de 1984) es una deportista alemana que compitió en voleibol en la modalidad de playa. Fue campeona nacional de Alemania en 2009 y 2012. En 2007 ocupó el primer lugar en el ranking europeo con Ilka Semmler y ganó una medalla de plata en el Campeonato Europeo de Vóley Playa de 2010. En 2012 participó en los Juegos Olímpicos y en 2015 terminó cuarta en el campeonato mundial.

## Carrera

### 1995 a 2005
Holtwick comenzó a jugar voleibol de interior en 1995. En 1998 jugó su primer torneo de voleibol de playa. En 2003 jugó su primer torneo de la Federación Alemana de Voleibol (DVV) con Friederike Romberg y luego formó un dúo con Maria Kleefisch. Holtwick/Kleefisch ganó el torneo en Mannheim. En el Campeonato Europeo Sub-20 de Salzburgo el equipo quedó tercero y en el Campeonato Mundial Sub-21 de Saint-Quay-Portrieux solo perdió ante las rusas Morosova/Shiriáyeva en la final. En el campeonato alemán en Timmendorfer Strand terminaron en el 13.º lugar. En 2004 lograron más resultados entre los diez primeros en la serie nacional. En el Campeonato Europeo en Timmendorfer Strand, quedaron terceras en el grupo y llegaron a los octavos de final, que perdieron ante el dúo suizo Kuhn/Schnyder-Benoit. En el Circuito Mundial de la FIVB, no superaron la «Country Quota» en el Abierto de Gstaad y el Grand Slam en Berlín. Terminaron séptimas en el Campeonato Europeo Sub-23 en Brno. Terminaron el campeonato alemán en noveno lugar. Consiguieron el mismo resultado en el Mundial Sub-21 de Porto Santo. En la temporada 2005, Holtwick jugó a nivel nacional con Frederike Fischer. Holtwick/Fischer ganó el torneo en Erfurt, quedó en segundo lugar en Wyk auf Föhr y Fráncfort del Meno y logró más posiciones destacadas. Terminaron novenas en el campeonato alemán. A nivel internacional, Holtwick protagonizó con Sara Goller en 2005. En el torneo de la Confederación Europea de Voleibol (CEV) en Alanya, Holtwick/Goller terminaron séptimas. En el Circuito Mundial FIVB, perdieron en las rondas clasificatorias nacionales en el Abierto de Shanghái y en el Grand Slam de París.

### 2006 a 2011
Desde 2006, Holtwick formó dúo con Ilka Semmler. En su primer torneo abierto del Circuito Mundial de la FIVB en Marsella, Holtwick/Semmler fueron derrotadas en la «Country Quota» antes de llegar al cuadro principal por primera vez en Montreal. Terminaron quintas en el torneo Challenger en Chipre y ganaron el torneo satélite en Vaduz. En la serie de la CEV consiguieron, entre otras cosas, un séptimo puesto en Alanya. En el Campeonato Europeo Sub-23 en Sankt Pölten, perdieron la final alemana contra Goller/Ludwig. En el Smart Beach Tour, ganaron el torneo en Leipzig y terminaron terceros en Binz y segundos en Fehmarn. En el campeonato alemán terminaron cuartas. En el Circuito Mundial 2007 lograron su mejor resultado desde el principio con el 13.º puesto en Shanghái. Jugaron dos torneos Challenger, terminaron quintas en Éboli y ganaron en Chipre. También tuvieron éxito en la serie de la CEV con victorias en los torneos de Moscú y Lucerna y el tercer lugar en Hamburgo. En el Campeonato Europeo de Valencia ganaron tras la derrota inicial contra Arvaniti/Karantasiu con tres victorias en la cuarta ronda antes de ser eliminadas en el desempate contra Shiriáyeva/Uriadova. Al final de la temporada, ocuparon el primer lugar en el ranking europeo. A nivel nacional, ganaron el torneo en Erfurt y terminó segundo en Essen y Múnich. Semmler se perdió el campeonato alemán en Timmendorfer Strand debido a una lesión en el pie.
En 2008, Holtwick/Semmler terminaron novenas en el Abierto de Shanghái y en el Grand Slam de Moscú. En el Campeonato Europeo de Hamburgo, perdieron en la segunda ronda principal contra las hermanas Schwaiger y fueron eliminadas en la tercera ronda tras perder contra las griegas Koutroumanidou/Tsiartsiani. Luego consiguieron su primera medalla en el Circuito Mundial con el tercer puesto en el Grand Slam de Klagenfurt y poco después llegaron a la final de Mysłowice, que ganaron las hermanas brasileñas Salgado, Carolina y Maria Clara. También obtuvieron algunos resultados entre los diez primeros en la serie europea. A nivel nacional, ganaron la Supercopa en Sankt Peter-Ording y terminaron segundos en Essen y Bonn. Terminaron el campeonato alemán en quinto lugar. Para la temporada 2009, Holtwick/Semmler fueron designados para la selección nacional (equipo A) por la DVV. Tras un séptimo puesto en Shanghái en el inicio del Circuito Mundial, ganó el CEV Masters de Gran Canaria y llegó a la final de los torneos europeos de Baden y Berlín. En el Campeonato Mundial de Stavanger, el equipo ganó su grupo preliminar, pero fue eliminado en la primera ronda eliminatoria contra las checas Nováková/Háječková. Luego terminaron en quinto y cuarto lugar respectivamente en los Grand Slams de Gstaad y Moscú y logró más posiciones altas en el Campeonato Mundial. Al comienzo de la temporada, hubo victorias en torneos nacionales en Norderney y Essen, antes de que Holtwick/Semmler se convirtieran en campeones alemanes por primera vez en Timmendorfer Strand con una victoria final contra Banck/Günther. En el Campeonato Europeo en Sochi, alcanzó los cuartos de final como segundo equipo en el grupo, donde perdió contra las letonas Jursone/Minusa.
En el Circuito Mundial 2010, dos quintos lugares en Roma y Gstaad y un noveno lugar en Moscú y Stavanger fueron los mejores resultados para Holtwick/Semmler. En el Campeonato Europeo en Berlín, hubo una final alemana en la que Holtwick/Semmler perdieron ante Goller/Ludwig. A nivel nacional, ganaron los torneos de Supercopa en Fráncfort del Meno y Hamburgo. En el campeonato alemán, los campeones defensores quedaron terceros esta vez. Comenzaron la serie de la FIVB de 2011 con resultados de dos dígitos antes de llegar a la final en el Grand Slam de Beijing, que perdieron ante el dúo estadounidense Walsh/May-Treanor en un desempate. En el Campeonato Mundial de Roma, terminaron segundas en su grupo y ganaron el primer partido eliminatorio; en los octavos de final perdieron ante Kessy/Ross en tres sets. También terminaron los siguientes Grand Slams en Stavanger y Gstaad en noveno lugar y en Stare Jabłonki terminaron quinto. En los Campeonatos Europeo en Kristiansand, las finalistas del año pasado llegaron a los octavos de final como ganadoras de grupo, donde fueron derrotadas ante las austriacas Hansel/Montagnoli. En el campeonato alemán ocuparon el cuarto lugar.

### 2012 a 2016

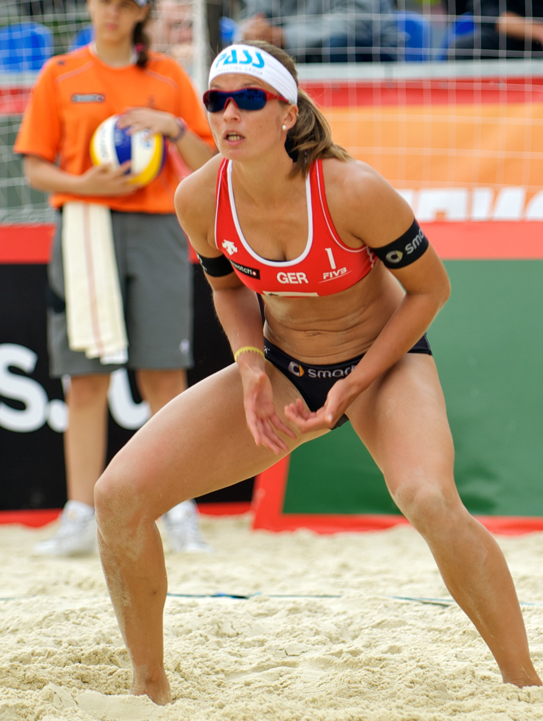
Holtwick en el Grand Slam de Moscú en 2012.

En los primeros torneos del Circuito Mundial 2012, Holtwick/Semmler ascendieron al cuarto lugar en Beijing. En el Campeonato Europeo de Scheveningen, como un año antes, fueron eliminadas como campeonas de grupo en octavos de final, esta vez ante la dupla holandesa Meppelink/van Gestel. Hubo otros novenos puestos en los Grand Slams de Moscú, Roma y Gstaad antes de que Holtwick/Semmler quedaran cuartas en Berlín. Como el segundo mejor dúo alemán en el ranking olímpico, se clasificaron para los Juegos Olímpicos de Londres. Allí llegaron a octavos de final como segundos de grupo y tras una derrota en el duelo alemán ante Goller/Ludwig terminaron novenos. En el siguiente Grand Slam en Stare Jabłonki fueron terceros. En la final del campeonato alemán se impusieron a Bank/Walkenhorst y ganaron el título por segunda vez. Con un triunfo ante las españolas Liliana/Baquerizo, también lograron ganar su primer torneo en el World Tour. En los primeros torneos de la FIVB en 2013, Holtwick/Semmler terminaron terceras en Fuzhou y novenas y quintas en los Grand Slams Shanghái y Corrientes. En la Copa Continental de Campinas y el Grand Slam de La Haya, ambos quedaron en tercer lugar. El Campeonato Mundial en Stare Jabłonki fue menos exitoso para ellas, donde ganaron su grupo de la ronda preliminar, pero fueron eliminadas en la primera ronda eliminatoria contra las mujeres neerlandesas Keizer/van Iersel. Terminando en quinto y tercer lugar en los Grand Slams en Gstaad y Long Beach, nuevamente lograron resultados entre los diez primeros. En el Campeonato Europeo de Klagenfurt, no perdieron un set en la ronda preliminar y en los octavos de final y cuartos de final. Tras la derrota en semifinales ante Liliana/Baquerizo, hubo un duelo alemán por el tercer puesto, en el que Holtwick/Semmler perdió ante Ludwig/Walkenhorst. Luego tuvieron que admitir la derrota ante las brasileñas Taiana/Talita en la final del Grand Slam de Berlín. En la final del campeonato alemán, también hubo un duelo contra Ludwig/Walkenhorst y Holtwick/Semmler volvió a perder. Las nuevas subcampeonas de São Paulo y Xiamen terminaron los dos últimos torneos internacionales en quinto y cuarto lugar.

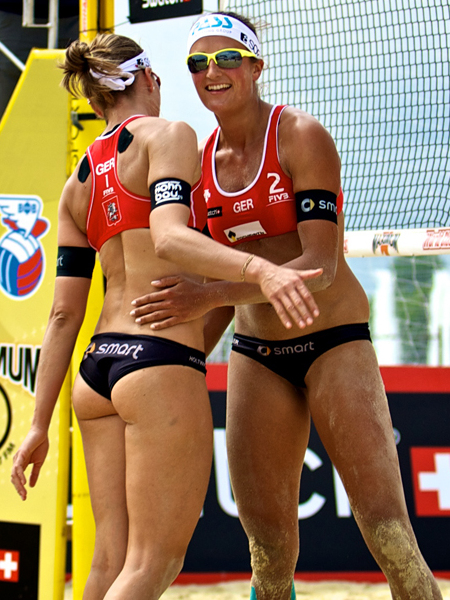
Holtwick (izquierda) con Ilka Semmler en el Grand Slam de Moscú en 2012.

Al comienzo del Circuito Mundual de 2014 llegaron después de un 17.º lugar en Shanghái a la final del Abierto de Praga, que perdieron contra Kolocová/Sluková. En el Campeonato Europeo en Quartu Sant'Elena, llegaron a la segunda ronda como subcampeonas de grupo y perdieron allí ante Meppelin/van Ierse. Luego fueron eliminadas temprano en dos Grand Slams, terminando novenas en Stavange. Dos semanas después se impusieron a sus rivales alemanas Borge/Büthe en la final de Gstaad y así ganaron su primer Grand Slam. En La Haya también llegaron al juego final pero perdieron ante Taiana/Fernanda. Después de terminar quintas en Long Beach y novenas en Klagenfurt, terminaron terceras en Stare Jabłonki. En el campeonato alemán perdieron la semifinal contra Borger/Büthe, pero aseguraron el tercer lugar al vencer a Bieneck/Grossner. En la temporada 2015, Holtwick/Semmler terminaron novenas cuatro veces en la serie FIVB después de ganar el torneo en la Supercopa en Münster. En el Campeonato Mundial de Países Bajos, llegaron a semifinales sin perder un set. Luego perdieron ante las duplas brasileñas Lima/Fernanda y Antonelli/Juliana, por lo que terminaron cuartas. Luego de dos torneos FIVB más débiles, llegaron a la segunda ronda del Campeonato Europeo en Klagenfurt, como segundas del grupo, en el que tuvieron que admitir la derrota en el duelo alemán contra Laboureur/Sude. En los siguientes Grand Slams, terminaron quintas en Long Beach y novenas en Olsztyn. En el campeonato alemán perdieron las semifinales en un desempate contra Mersmann/Schneider y terminaron terceras con una victoria contra Laboureur/Sude. A nivel internacional, luego lograron un cuarto lugar en Xiamen.
En el Circuito Mundial, Holtwick/Semmler lograron más resultados entre los diez primeros equipos. Terminaron quintas en Maceió y Xiamen y terceras en Vitória. Después de terminar novenas en Fuzhou, terminaron terceras en Sochi y Antalya y quintas en Cincinnati. En el Campeonato Europeo en Biena, quedaron segundas de grupo y luego perdieron los cuartos de final contra Borger/Büthe. En el Major de Hamburgo, fueron eliminados en la primera ronda eliminatoria y, por lo tanto, finalmente se perdieron la clasificación para los Juegos Olímpicos de Río debido a la restricción de dos equipos por nación. Más tarde en la temporada fueron novenas en el Grand Slam en Olsztyn y en el Major de Poreč y quintas en Gstaad. Después de no poder pasar la «Country Quota» en Klagenfurt, terminaron cuartas en Long Beach. En el campeonato alemán, perdieron su primer partido contra Behlen/Krebs y, tras perder en la tercera ronda de perdedores, terminaron séptimas contra Gernert/Zautys. Como se anunció antes del torneo, ambas luego terminaron sus carreras.

## Vida personal
Holtwick vive en Berlín y estudia educación en rehabilitación. Junto con su compañera de equipo Ilka Semmler, Andreas Bitesnich la fotografió desnuda para la revista Fit for Fun en 2007. Las fotos de desnudos causaron revuelo fuera de la escena del voleibol de playa y dieron lugar a una invitación a TV total. Holtwick está casada con el entrenador Elmar Harbrecht desde 2011.

## Palmarés internacional
| Campeonato Europeo | Campeonato Europeo | Campeonato Europeo | Campeonato Europeo |
| Año                | Lugar              | Medalla            | Pareja             |
| ------------------ | ------------------ | ------------------ | ------------------ |
| 2010               | Berlín ( Alemania) | Medalla de plata   | Ilka Semmler       |